# 液体爆弾
液体爆弾（えきたいばくだん）とは、液体状の火薬を使った即席爆発装置のこと。二種類の液体を混合することにより爆発する。信管が必要であるが、カメラ付き携帯電話のフラッシュで代用できる。液体であるため他者に見咎められる可能性が低く、航空機内に秘密裏に持ち込むなどしてテロに使用されることが心配されている。
このアイデアは映画『ダイ・ハード3』で用いられていたが、2006年8月のロンドン旅客機爆破テロ未遂事件で実際に用いられた。液体の持ち込みが制限されるなどの対策が行われるようになっている。
1987年の大韓航空機爆破事件に酒瓶に入れた液体爆弾が用いられたのが、テロの最初とされる。